# Större ekbock
Större ekbock (Cerambyx cerdo) är en skalbagge i familjen långhorningar. 
Den är en av den svenska faunans största skalbaggar och kan bli upp till 5 cm lång, exklusive de långa antennerna. Honan blir dock något mindre. Färgen är svartbrun eller brun.
Larverna lever flera år i gamla ekar, där de borrar gångar i alla riktningar. Det tar ungefär fem år för en larv att bli en skalbagge. På dagen vistas även den utbildade skalbaggen i de gångar som larverna gjort. Endast på kvällarna är den ute och flyger.
I Sverige finns den större ekbocken endast på mellersta Öland.
Spår av arten i form av flyghål har även hittats i gammelekar i sydöstra Småland, men beläggsexemplar av arten har dock inte kunnat påträffas i modern tid. Den större ekbocken är fridlyst i Sverige.
2012 fanns skalbaggen endast i naturreservatet Halltorps hage på mellersta Ölands västkust. Den var en av Sveriges allra mest hotade arter och var nära att utrotas. Forskare importerade 15 par från Polen för att öka beståndet och Nordens Ark försökte utveckla metoder för att få ekbockarna att överleva bland annat genom att föda upp exemplar i terrarier i laboratoriet på Nordens Ark i Bohuslän. I mars 2015 hittade djurvårdare de första äggen och larverna som ekbockar som fötts upp på Nordens Ark lagt. Nu fortsätter avelsprogrammet med svenska ekbockar från Öland.

## Bilder

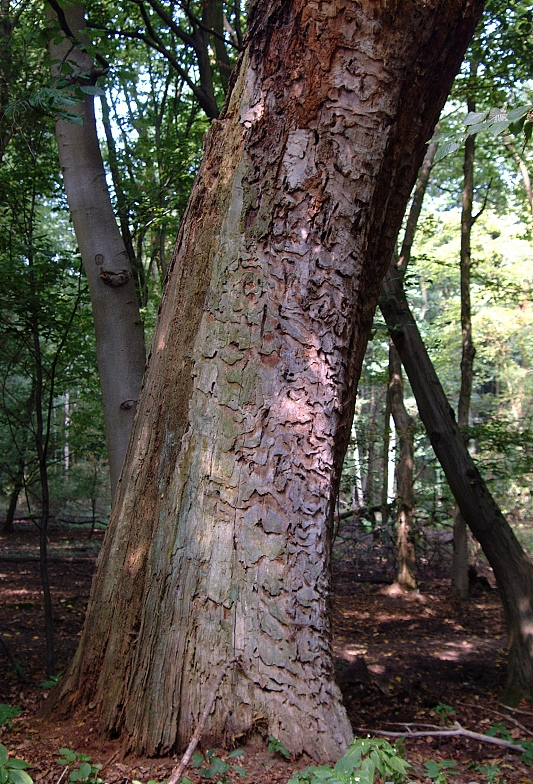
Ek med spår av den större ekbocken
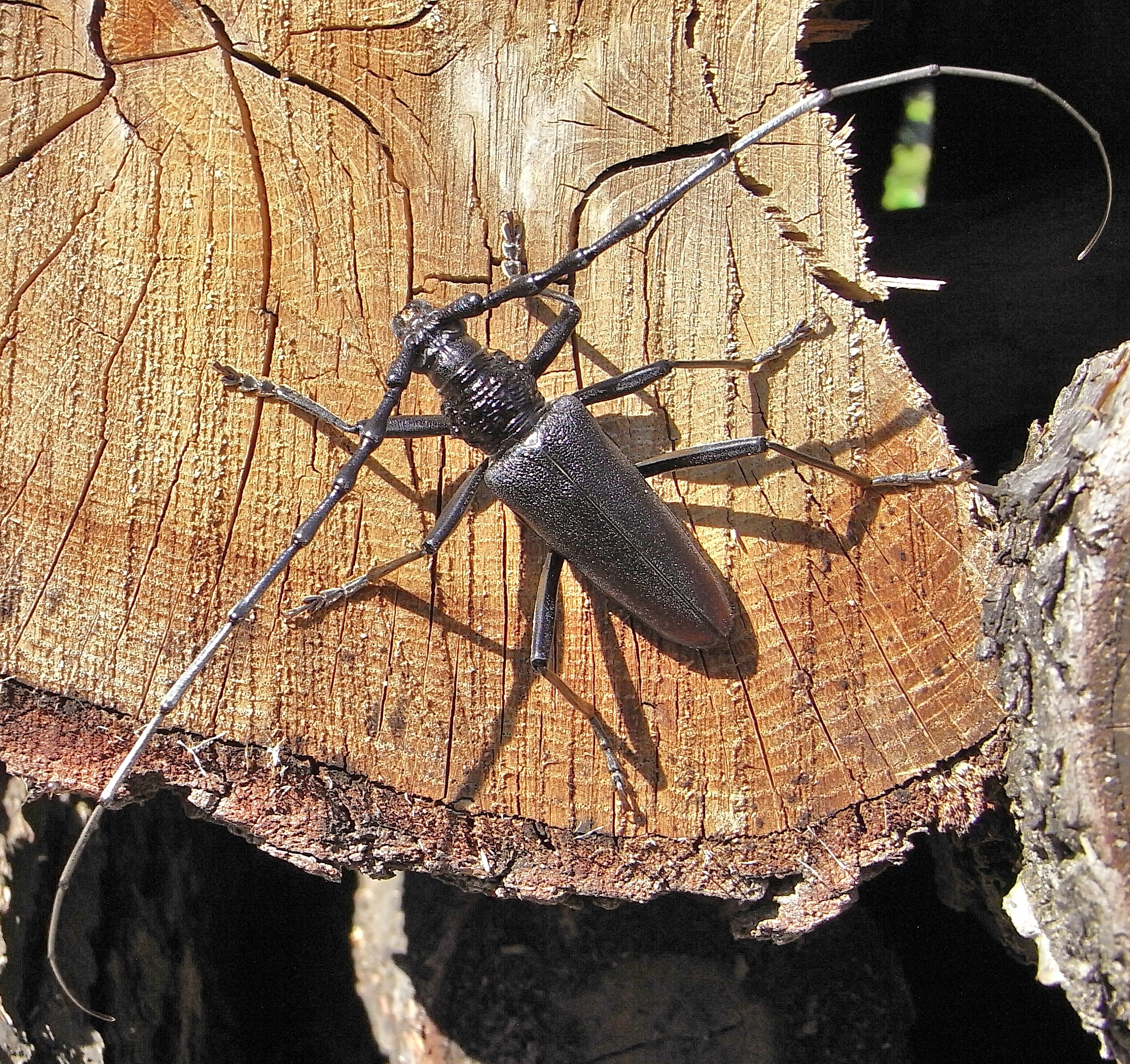
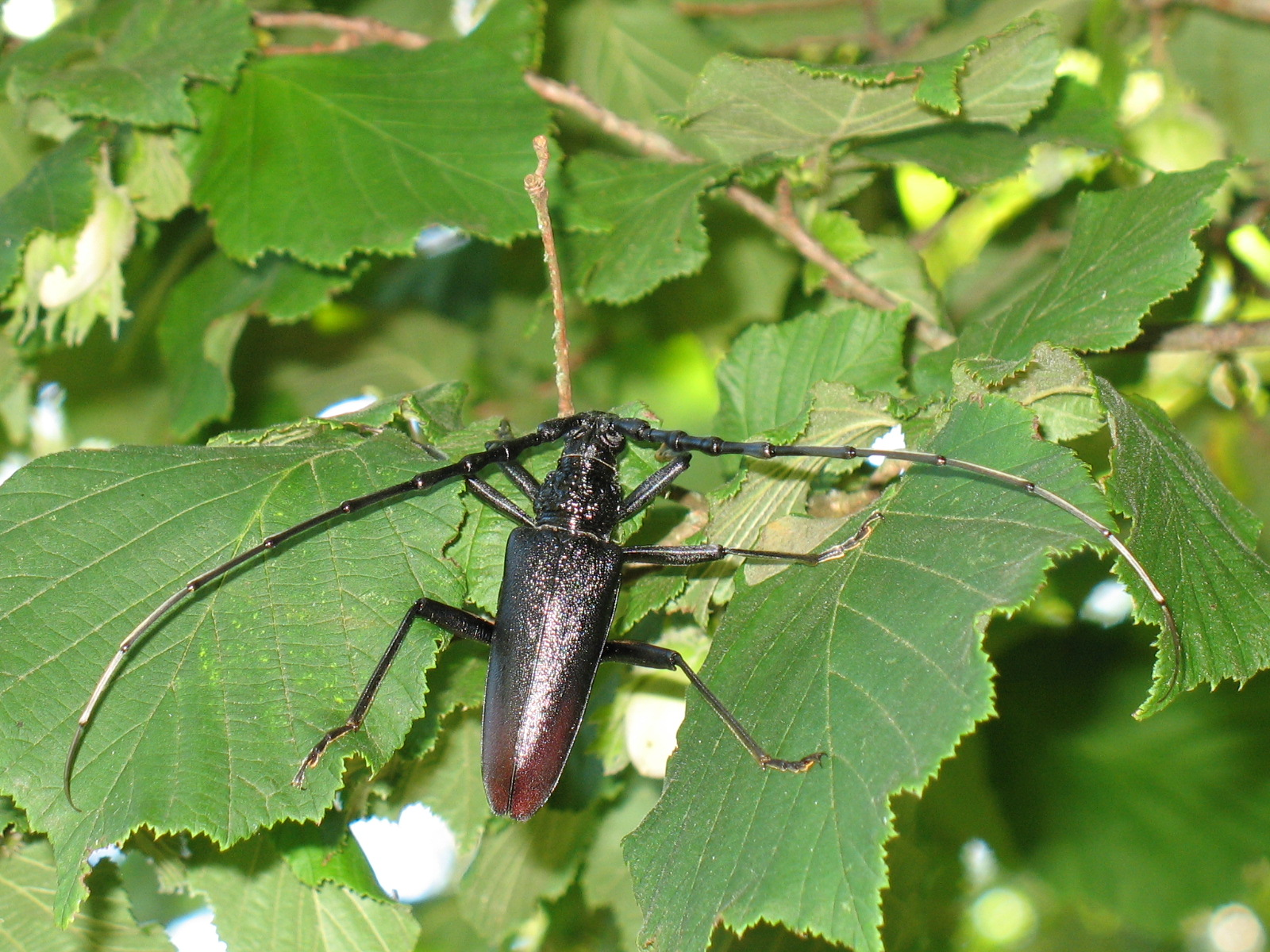
Hane
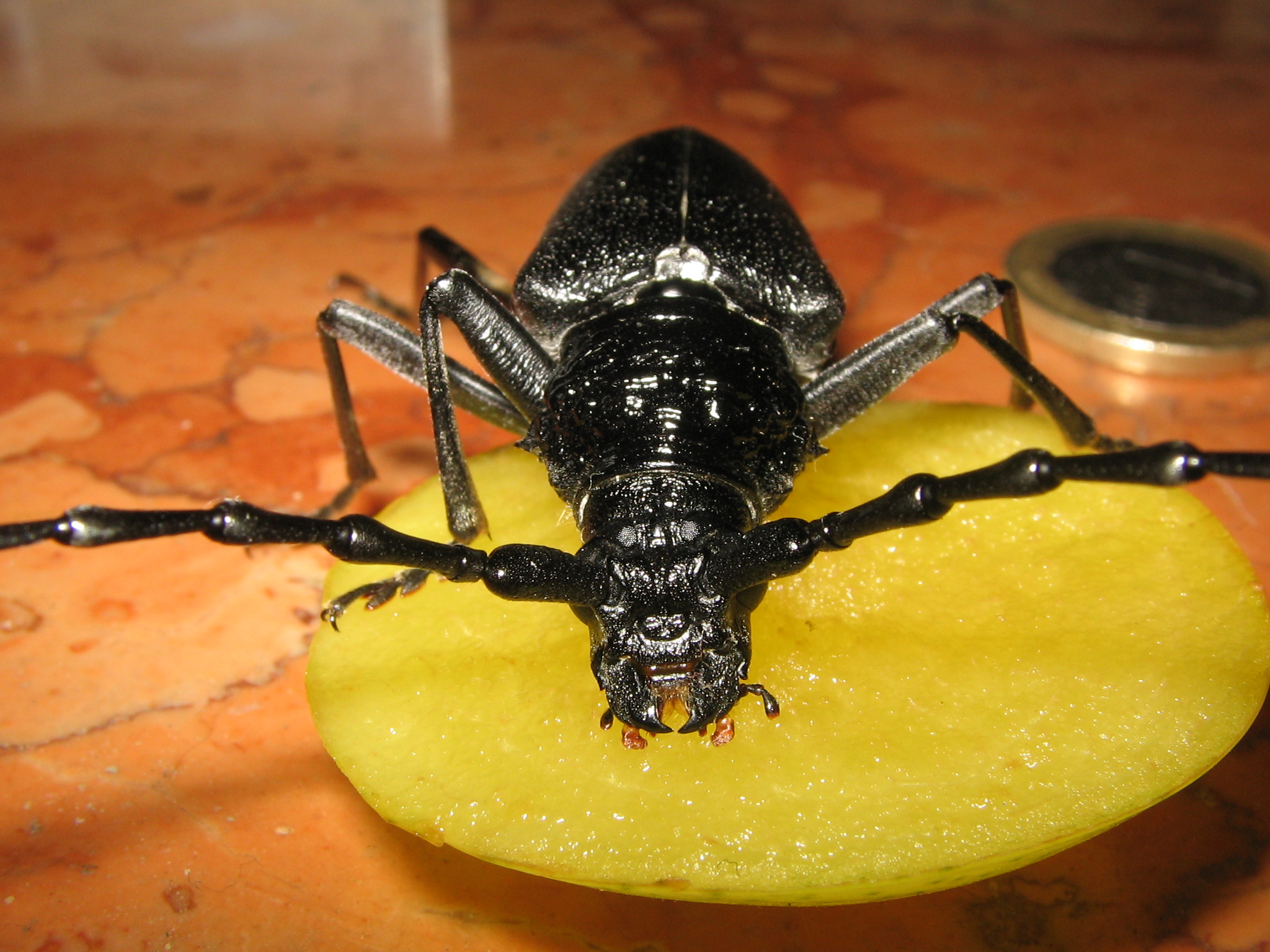
Hona på en sviskonskiva